# Izatha voluptuosa
Izatha voluptuosa là một loài bướm đêm thuộc họ Oecophoridae. Nó là loài đặc hữu của New Zealand, ở đó nó được tìm thấy ở scattered localities miền trung và khu vực miền bắc of the North Island.
Sải cánh dài 29–31 mm đối với con đực và 33–40 mm đối với con cái. Con trưởng thành bay từ tháng 11 đến tháng 2.
Larvae have been reared from rotten logs của Weinmannia racemosa.